# Changhong
Sichuan Changhong Electric, connue sous le nom de CHiQ en Europe, et Changhong en Chine, est une multinationale chinoise d'électronique grand public basée à Mianyang, dans la province du Sichuan, fondée en 1958. Changhong est le 2e fabricant de téléviseurs en Chine. En 2004, 90 % des téléviseurs exportés de Chine vers les États-Unis étaient fabriqués par Changhong.

## Historique

### 2005: arrivée en Europe
En 2005, Changhong s'installe dans l'Union européenne avec l'ouverture de sa succursale Changhong Europe Electric à Prague en République tchèque. Deux ans plus tard, Changhong Europe Electric investit près de 20 millions de dollars dans la construction d'une usine à Nymburk, en République tchèque,.